# Anaky Kobéna
Innocent Anaky Kobéna, né le 27 juillet 1948, est un homme politique de Côte d'Ivoire, fondateur et président du Mouvement des forces d'Avenir.

## Biographie
Anaky Kobéna naît le 27 juillet 1948 à Bondoukou et est adopté par Félix Houphouët-Boigny. Il obtient un diplôme de la Faculté des lettres de Paris et de science politique en 1971.
Il fonde la société Inter Transit à la fin des années 1970 et dirige l'entreprise en tant que président-directeur général. En novembre 1988, il participe au congrès constitutif du Front populaire ivoirien (FPI), parti d'opposition. Il utilise les fonds de son entreprise pour financer son parti et reçoit un prêt de 100 millions de Franc CFA pour sa société qu'il détourne pour son parti. En raison de ses activités, il est arrêté et condamné à 20 ans de prison avant d'être libéré en 1991,.
En décembre 1992, Anaky crée son propre parti politique, le Mouvement des Forces du Futur. Après le coup d'État de décembre 1999, il est arrêté. Lors des élections législatives de décembre 2000 – janvier 2001, il est élu à l'Assemblée nationale comme candidat du MFA dans la circonscription de Kouassi-Datèkro ; il est le seul candidat du MFA à remporter un siège. À la suite d'un accord politique en 2003, il est nommé au gouvernement en tant que ministre d'État chargé des Transports. Il dirige une délégation à Ouagadougou, au Burkina Faso, en mai 2003 pour engager des négociations concernant les routes commerciales à travers la Côte d'Ivoire qui avaient été fermées au Burkina Faso en raison du déclenchement de la guerre civile ivoirienne en 2002.
Au milieu d'un scandale concernant le déversement de déchets toxiques, il est agressé et battu par des habitants d'Abidjan en colère, qui endommagèrent également sa voiture, à la mi-septembre 2006 ; il est sauvé par les forces de sécurité. Il est exclu du gouvernement lors d'un remaniement ministériel au moment du scandale. Anaky impute la responsabilité du déversement des déchets toxiques aux autorités du port et du district.
Dans une émission de télévision d'État du 18 mars 2009, Anaky appelle le peuple à renverser le président Laurent Gbagbo, à l'image de l'éviction réussie du président malgache Marc Ravalomanana ; Anaky a ensuite été arrêté par la Direction de la surveillance du territoire le 20 mars. Il est interrogé et libéré le 21 mars et, le 23 mars, il annonce que le MFA se retire du gouvernement de coalition, dans lequel le parti détenait un portefeuille.